# Juan José Pérez Vergara
Juan José Pérez Vergara (Santiago, 18 de septiembre de 1815-ibid., 26 de enero de 1882) fue un agricultor, ganadero y político chileno, 
Se dedicó a la agricultura y a la ganadería en una hacienda de Maipo. Fue el introductor de la raza bovina Durham a Chile. 
Elegido Senador por la provincia de Valdivia en 1852, conservando el cargo hasta 1870. En las elecciones de 1858, además fue elegido Diputado por Valparaíso. Fue procurador municipal del puerto en 1854 y comandante de guardias nacionales y gobernador marítimo. 

## Familia
Se relacionó con la Familia Montt por ser hijo de Pedro José Pérez Montt y María del Tránsito Vergara Montt, primos hermanos, y a través de su matrimonio con Mercedes Montt Goyenechea, quien se casó en segundas nupcias, luego de haber estado casada con su primo, José Antonio Montt Irarrázabal. Con ella tuvo 15 hijos: José Pérez Montt, Pedro José Pérez Montt,  Ismael Pérez Montt. Manuel Pérez Montt, Josefa Pérez Montt, Margarita Pérez Montt, Laura Pérez Montt, Luis Pérez Montt, Custodio Pérez Montt, Virginia Pérez Montt, Luz Pérez Montt, Guillermo Pérez Montt, Juan José Perez Montt, Alejandro Pérez Montt y Tránsito Pérez Montt.